# Finn Pedersen
Finn Pedersen (Roskilde, 30 juli 1925 - 14 januari 2012) was een Deens roeier. Pedersen nam deel aan de Olympische Zomerspelen 1948 in de twee-met-stuurman en won toen samen met Tage Henriksen & Carl Ebbe Andersen als stuurman de gouden medaille. Acht jaar later deed Pedersen Pedersen voor de tweede maal mee aan de Olympische Zomerspelen 1956 ditmaal in de twee-zonder-stuurman en toen strandde hij in de halve finale.

## Resultaten
- Olympische Zomerspelen 1948 in Londen  in de twee-met-stuurman
- Olympische Zomerspelen 1956 in Melbourne halve-finale twee-zonder-stuurman

1900: François Brandt & Roelof Klein ·
1920: Ercole Olgeni & Giovanni Scatturin & Guido de Filip ·
1924: Édouard Candeveau & Alfred Felber & Émile Lachapelle ·
1928: Hans Schöchlin & Karl Schöchlin & Hans Bourquin ·
1932: Joseph Schauers & Charles Kieffer & Edward Jennings ·
1936: Gerhard Gustmann & Herbert Adamski & Dieter Arend ·
1948: Finn Pedersen & Tage Henriksen & Carl Ebbe Andersen ·
1952: Raymond Salles & Gaston Mercier & Bernard Malivoire ·
1956: Arthur Ayrault & Conn Findlay & Armin Kurt Seiffert ·
1960: Bernhard Knubel & Heinz Renneberg & Klaus Zerta ·
1964: Edward Ferry & Conn Findlay & Henry Kent Mitchell ·
1968: Primo Baran & Renzo Sambo & Bruno Cipolla ·
1972: Wolfgang Gunkel & Jörg Lucke & Klaus-Dieter Neubert ·
1976: Harald Jährling & Friedrich-Wilhelm Ulrich & Georg Spohr ·
1980: Harald Jährling & Friedrich-Wilhelm Ulrich & Georg Spohr ·
1984: Carmine Abbagnale & Giuseppe Abbagnale & Giuseppe Di Capua ·
1988: Carmine Abbagnale & Giuseppe Abbagnale & Giuseppe Di Capua ·
1992: Jonathan Searle & Gregory Searle & Garry Herbert